# Kazimierz Wójcik (żużlowiec)
Kazimierz Wójcik (ur. 12 lutego 1955 w Lubiniu) – polski żużlowiec.
Sport żużlowy uprawiał w latach 1974–1987, reprezentując barwy klubów: Unia Leszno (1974–1976) oraz Start Gniezno (1977–1987). 
Trzykrotny brązowy medalista drużynowych mistrzostw Polski (1975, 1976, 1980). Dwukrotny finalista indywidualnych mistrzostw Polski (Leszno 1981 – IX miejsce, Gdańsk 1983 – XIII miejsce). Finalista młodzieżowych indywidualnych mistrzostw Polski (Leszno 1978 – XIII miejsce). 